# Identitat digital
Una identitat digital és informació sobre una entitat utilitzada pels sistemes informàtics per representar un agent extern. Aquest agent pot ser una persona, organització, aplicació o dispositiu. ISO/IEC 24760-1 defineix la identitat com un "conjunt d'atributs relacionats amb una entitat".
La informació continguda en una identitat digital permet l'avaluació i l'autenticació d'un usuari que interactua amb un sistema empresarial a la xarxa, sense la implicació d'operadors humans. Les identitats digitals permeten automatitzar el nostre accés als ordinadors i als serveis que ofereixen, i fan possible que els ordinadors intervinguin en les relacions.
El terme "identitat digital" també denota certs aspectes de la identitat civil i personal que han resultat de l'ús generalitzat de la informació d'identitat per representar persones en un format digital acceptable i de confiança als sistemes informàtics.
La identitat digital s'utilitza sovint de manera que requereixen que les dades sobre persones emmagatzemades en sistemes informàtics estiguin vinculades a la seva identitat civil o nacional. A més, ara l'ús de les identitats digitals està tan estès que moltes discussions es refereixen a la "identitat digital" com la col·lecció sencera d'informació generada per l'activitat en línia d'una persona. Això inclou noms d'usuari i contrasenyes, activitats de cerca en línia, data de naixement, seguretat social i historial de compres.[2] Especialment quan aquesta informació està disponible públicament i no és anònima, i altres persones poden utilitzar-la per descobrir la identitat civil d'aquesta persona. En aquest sentit més ampli, una identitat digital és una versió, o faceta, de la identitat social d'una persona. Això també es pot denominar identitat en línia.[3] Amb la identitat autosobirana (SSI), l'usuari té un mitjà per generar i controlar identificadors únics, així com algunes facilitats per emmagatzemar dades d'identitat.
Els efectes legals i socials de la identitat digital són complexos i desafiants. No obstant això, són simplement una conseqüència de l'ús creixent d'ordinadors, i de la necessitat de proporcionar als ordinadors informació que es pugui utilitzar per identificar agents externs.

## Comprovar l'historial
Un problema crític al ciberespai és saber amb qui s'està interactuant. Utilitzant identificadors estàtics com ara contrasenya i correu electrònic no hi ha maneres de determinar amb precisió la identitat d'una persona a l'espai digital, perquè aquesta informació pot ser robada o utilitzada per moltes persones que actuen com una sola. La identitat digital basada en relacions d'entitats dinàmiques capturades a partir de l'historial del comportament a diversos llocs web i aplicacions mòbils pot verificar i autenticar una identitat amb una precisió de fins a un 95 per cent.
En comparar un conjunt de relacions d'entitat entre un esdeveniment nou (per exemple, l'inici de sessió) i esdeveniments passats, un patró de convergència pot verificar o autenticar la identitat com a legítima quan la divergència indica un intent d'emmascarar una identitat. Les dades utilitzades per a la identitat digital hom fan anònimes generalment mitjançant un hash unidireccional, evitant així els problemes de privadesa. Com que es basa en la història del comportament, una identitat digital és molt difícil de falsificar o robar.

## Termes relacionats

### Subjecte i entitat
Una identitat digital també es pot denominar subjecte digital o entitat digital i és la representació digital d'un conjunt d'afirmacions fetes per una part sobre si mateixa o sobre una altra persona, grup, cosa o concepte.[5][6]

### Atributs, preferències i trets
Cada identitat digital té zero o més atributs d'identitat. Els atributs s'adquireixen i contenen informació sobre un tema, com ara la història clínica, el comportament de compra, el saldo bancari, l'edat, etc. Les preferències conserven les opcions d'un subjecte, com ara la marca de sabates preferida, la moneda preferida. Els trets són trets de la matèria que són inherents, com ara el color dels ulls, la nacionalitat, el lloc de naixement. Tot i que els atributs d'un subjecte poden canviar fàcilment, els trets canvien lentament, si ho fan. La identitat digital també té relacions d'entitat derivades dels dispositius, l'entorn i les ubicacions des dels quals un individu realitza transaccions al web.

## Aspectes retòrics

### Retòrica digital
El terme identitat digital s'utilitza en l'àmbit acadèmic de la retòrica digital per denotar la identitat com una "construcció retòrica". La retòrica digital s'ocupa de com es formen, negocien, influeixen o qüestionen les identitats en entorns digitals en constant evolució. Prendre consciència de diferents situacions retòriques és complex als espais digitals, però és important per a una comunicació eficaç, ja que alguns estudiosos argumenten que la capacitat dels individus per avaluar situacions retòriques és necessària per construir una identitat adequada en diferents circumstàncies retòriques. A més d'això, les identitats físiques i digitals no es poden separar i les possibilitats visuals configuren la representació de la identitat física als espais en línia. Com argumenta Bay, "el que fem en línia ara requereix que hi hagi més continuïtat, o almenys fluïdesa, entre el nostre jo en línia i fora de línia". En el posicionament de la identitat digital en la retòrica, els estudiosos presten atenció a com els problemes de raça, gènere, agència i poder es manifesten en els espais digitals. Alguns teòrics radicals "van postular que el ciberespai alliberaria les persones dels seus cossos, desdibuixaria les línies entre l'ésser humà i la tecnologia". Altres estudiosos van teoritzar que aquesta comunicació "incorpòria" "podria alliberar la societat de la discriminació basada en la raça, el sexe i el gènere"., sexualitat o classe. Encara més, la construcció de la identitat digital també està lligada a la xarxa. Això es pot veure a partir de les pràctiques de les empreses de gestió de la reputació que treballen en la creació d'identitat positiva, de manera que els comptes personals o de l'empresa es mostren més alts en diversos motors de cerca.

## Aspectes tècnics

### Emissió
Les identitats digitals es poden emetre mitjançant certificats digitals, que actuen de la mateixa manera que ho fan els passaports en el món físic. Contenen dades associades a un usuari i estan emeses amb garanties legals per una autoritat de certificació (CA) reconeguda.

### Confiança, autenticació i autorització
Per assignar una representació digital a una entitat, la part que l'atribueix ha de confiar que la reclamació d'un atribut (com ara el nom, la ubicació, el paper d'empleat o l'edat) és correcta i s'associa amb la persona o cosa que presenta l'atribut (vegeu Autenticació a continuació). Per contra, l'individu que reclama un atribut només pot concedir accés selectiu a la seva informació, p. (acreditació de la identitat en un bar o autenticació de PayPal per al pagament en un lloc web). D'aquesta manera, la identitat digital s'entén millor com un punt de vista particular dins d'una relació mútuament acordada que com una propietat objectiva.

### Autenticació
L'autenticació és un aspecte clau de l'atribució d'identitat basada en la confiança, que proporciona una garantia codificada de la identitat d'una entitat a una altra. Les metodologies d'autenticació inclouen la presentació d'un objecte únic, com ara una targeta de crèdit bancària, el subministrament d'informació confidencial com una contrasenya o la resposta a una pregunta prèviament concertada, la confirmació de la propietat d'una adreça de correu electrònic, i més sòlids però solucions relativament costoses que utilitzen metodologies de xifratge. En general, l'autenticació d'empresa a empresa prioritza la seguretat, mentre que l'autenticació d'usuari a empresa tendeix a la simplicitat. Actualment s'estan desenvolupant tècniques d'autenticació física com ara l'escaneig de l'iris, la impressió manual i la impressió de veu i amb l'esperança de proporcionar una protecció millorada contra el robatori d'identitat. Aquestes tècniques pertanyen a l'àrea de la biometria (biometria). Una combinació d'identificadors estàtics (nom d'usuari i contrasenyes) juntament amb atributs personals únics (biometria), permetria l'autenticació de múltiples factors. Aquest procés donaria una autenticació més acreditada, que per naturalesa és molt més difícil de trencar i manipular.

### Autorització
L'autorització és la determinació de qualsevol entitat que controli els recursos que els autenticats poden accedir a aquests recursos. L'autorització depèn de l'autenticació, perquè l'autorització requereix que s'hagi de verificar l'atribut crític (és a dir, l'atribut que determina la decisió de l'autoritzador). Amazon envia un producte. L'autorització d'un empleat li proporcionarà accés als recursos de xarxa, com ara impressores, fitxers o programari. Per exemple, un sistema de gestió de bases de dades es pot dissenyar de manera que proporcioni a determinades persones específiques la capacitat de recuperar informació d'una base de dades però no la capacitat de canviar les dades emmagatzemades a la base de dades, alhora que ofereix a altres persones la possibilitat de canviar les dades. necessari]
Penseu en la persona que lloga un cotxe i es registra a un hotel amb una targeta de crèdit. L'empresa de lloguer de cotxes i hotelera pot sol·licitar l'autenticació que hi ha prou crèdit per a un accident o una despesa difusa en servei d'habitacions. Així, una targeta es pot rebutjar més tard quan s'intenta comprar una activitat com un viatge en globus. Tot i que hi ha un crèdit adequat per pagar el lloguer, l'hotel i el viatge en globus, hi ha una quantitat insuficient per cobrir també les autoritzacions. Els càrrecs reals s'autoritzen després de sortir de l'hotel i tornar el cotxe, que pot ser massa tard per al viatge en globus.
L'autorització en línia vàlida requereix l'anàlisi de la informació relacionada amb l'esdeveniment digital, incloent el dispositiu i les variables ambientals. En general, es deriven dels centenars d'entitats intercanviades entre un dispositiu i un servidor empresarial per donar suport a un esdeveniment mitjançant protocols estàndard d'Internet.

### Identificadors digitals
La identitat digital requereix fonamentalment identificadors digitals: cadenes o testimonis únics dins d'un àmbit determinat (a nivell global o local dins d'un domini, comunitat, directori, aplicació, etc.) específics. Els identificadors són la clau que fan servir les parts d'una relació d'identificació per acordar l'entitat que es representa. Els identificadors es poden classificar en omnidireccionals i unidireccionals.[19] Els identificadors omnidireccionals estan pensats per ser públics i fàcils de descobrir, mentre que els identificadors unidireccionals estan pensats per ser privats i s'utilitzen només en el context d'una relació d'identitat específica.
Els identificadors també es poden classificar com a resolubles o no resolubles. Els identificadors resolubles, com ara un nom de domini o una adreça de correu electrònic, es poden desreferenciar a l'entitat que representen, o algunes dades d'estat actuals que proporcionen atributs rellevants d'aquesta entitat. Els identificadors no resolubles, com ara el nom real d'una persona o el nom d'un tema o tema, es poden comparar per equivalència, però d'altra manera no són comprensibles per la màquina.
Hi ha molts esquemes i formats diferents per als identificadors digitals. El més utilitzat és l'Uniform Resource Identifier (URI) i la seva versió internacionalitzada Internationalized Resource Identifier (IRI), l'estàndard per als identificadors a la World Wide Web. OpenID i Light-weight Identity (LID) són dos protocols d'autenticació web que utilitzen URI HTTP estàndard (sovint anomenats URL), per exemple. Un nom de recurs uniforme (URN) és un identificador persistent i independent de la ubicació assignat dins de l'espai de noms definit.

### Arquitectura d'objectes digitals
L'arquitectura d'objectes digitals (DOA) proporciona un mitjà per gestionar la informació digital en un entorn de xarxa. Un objecte digital té una estructura independent de la màquina i la plataforma que permet identificar-lo, accedir-hi i protegir-lo, segons correspongui. Un objecte digital pot incorporar no només elements informatius, és a dir, una versió digitalitzada d'un enregistrament en paper, pel·lícula o so, sinó també l'identificador únic de l'objecte digital i altres metadades sobre l'objecte digital. Les metadades poden incloure restriccions d'accés a objectes digitals, avisos de propietat i identificadors per a acords de llicència, si escau.

### Sistema de maneig
El sistema de maneig és un sistema d'informació distribuïda de propòsit general que proporciona serveis d'identificació i resolució eficients, extensibles i segurs per utilitzar-los en xarxes com Internet. Inclou un conjunt obert de protocols, un espai de noms i una implementació de referència dels protocols. Els protocols permeten que un sistema informàtic distribuït emmagatzemi identificadors, coneguts com a identificadors, de recursos arbitraris i resolguin aquests identificadors en la informació necessària per localitzar, accedir, contactar, autenticar o fer ús dels recursos d'una altra manera. Aquesta informació es pot canviar segons sigui necessari per reflectir l'estat actual del recurs identificat sense canviar-ne l'identificador, permetent així que el nom de l'element persisteixi durant els canvis d'ubicació i altra informació d'estat relacionada. La versió original de la tecnologia Handle System es va desenvolupar amb el suport de la Defense Advanced Research Projects Agency (DARPA).

### Identificadors de recursos extensibles
Un nou estàndard OASIS per a identificadors abstractes i estructurats, XRI (Extensible Resource Identifiers), afegeix noves característiques als URI i IRI que són especialment útils per als sistemes d'identitat digital. L'OpenID també admet XRI, i els XRI són la base dels i-names.

### Autenticació basada en el risc
L'autenticació basada en el risc és una aplicació d'identitat digital mitjançant la qual s'avalua la relació de múltiples entitats del dispositiu (per exemple, el sistema operatiu), l'entorn (per exemple, el servidor DNS) i les dades introduïdes per un usuari per a qualsevol transacció determinada per a la seva correlació amb esdeveniments de comportaments coneguts. per la mateixa identitat.[21] Les anàlisis es realitzen en funció de mètriques quantificables, com ara la velocitat de la transacció, la configuració regional (o els intents d'ofosquir) i les dades introduïdes per l'usuari (com ara l'adreça d'enviament). La correlació i la desviació es mapegen a les toleràncies i es puntuen, i després s'agreguen entre diverses entitats per calcular una puntuació de risc de transacció, que avalua el risc que suposa una organització.

### Aspectes polítics
Hi ha defensors de tractar l'autodeterminació i la llibertat d'expressió de la identitat digital com un nou dret humà.[Cita necessària] Alguns han especulat que les identitats digitals podrien convertir-se en una nova forma d'entitat jurídica.[22]

### Taxonomies de la identitat
Els atributs de la identitat digital (o dades) existeixen en el context de les ontologies.
El desenvolupament de solucions de xarxa d'identitat digital que puguin interoperar representacions taxonòmicament diverses de la identitat digital és un repte contemporani. L'etiquetatge gratuït ha sorgit recentment com una forma eficaç d'eludir aquest repte (fins ara, principalment amb l'aplicació a la identitat d'entitats digitals com ara marcadors i fotos) aplanant de manera efectiva els atributs d'identitat en una única capa no estructurada. No obstant això, la integració orgànica dels beneficis dels enfocaments estructurats i fluids de la gestió d'atributs de la identitat segueix sent esquiva.

### Identitat en xarxa
Les relacions d'identitat dins d'una xarxa digital poden incloure múltiples entitats d'identitat. Tanmateix, en una xarxa descentralitzada com Internet, aquestes relacions d'identitat esteses requereixen efectivament tant (a) l'existència de relacions de confiança independents entre cada parell d'entitats de la relació com (b) un mitjà per integrar de manera fiable les relacions aparellades en unitats relacionals més grans. . I si les relacions d'identitat han d'anar més enllà del context d'una ontologia de la identitat única i federada (vegeu Taxonomies de la identitat més amunt), els atributs d'identitat s'han de fer coincidir d'alguna manera entre diverses ontologies. El desenvolupament d'enfocaments de xarxa que puguin encarnar aquestes relacions de confiança "compostes" integrades és actualment un tema de molt debat a la blogosfera.
Les relacions de confiança compostes integrades permeten, per exemple, que l'entitat A accepti una afirmació o afirmació sobre l'entitat B per part de l'entitat C. Per tant, C garanteix un aspecte de la identitat de B a A.
Una característica clau de les relacions de confiança "compostes" és la possibilitat de divulgació selectiva d'una entitat a una altra d'informació localment rellevant. Com a il·lustració de l'aplicació potencial de la divulgació selectiva, suposem que una determinada Diana volia reservar un cotxe de lloguer sense revelar informació personal irrellevant (utilitzant una xarxa d'identitat digital nocional que admet relacions de confiança compostes). Com a adulta, resident al Regne Unit amb un carnet de conduir actual, és possible que Diana tingui un aval de l'Agència de Llicències de Conduir i Vehicles del Regne Unit per la seva qualificació de conducció, edat i nacionalitat a una empresa de lloguer de cotxes sense que es revelin el seu nom o les seves dades de contacte. De la mateixa manera, el banc de Diana podria afirmar només les seves dades bancàries a l'empresa de lloguer. La divulgació selectiva permet una privadesa adequada de la informació dins d'una xarxa de relacions d'identitat.
Una forma clàssica d'identitat digital en xarxa basada en estàndards internacionals són les "Pàgines blanques".
Una pàgina blanca electrònica enllaça diversos dispositius, com ara ordinadors i telèfons, amb una persona o organització. Diversos atributs, com ara els certificats digitals X.509v3 per a comunicacions criptogràfiques segures, es capturen sota un esquema i es publiquen en un directori LDAP o X.500. Els canvis a l'estàndard LDAP són gestionats per grups de treball a l'IETF, i els canvis a X.500 són gestionats per ISO. La ITU va fer una anàlisi significativa de les llacunes en la interoperabilitat de la identitat digital a través del FGidm, grup focal sobre gestió de la identitat.
Les implementacions de X.500[2005] i LDAPv3 s'han produït a tot el món, però es troben principalment als principals centres de dades amb límits de polítiques administratives pel que fa a l'intercanvi d'informació personal. Com que els directoris X.500 [2005] i LDAPv3 combinats poden contenir milions d'objectes únics per a un accés ràpid, s'espera que tingui un paper continuat per als serveis d'accés segur d'identitat a gran escala. LDAPv3 pot actuar com un servidor autònom lleuger o, en el disseny original, com un protocol d'accés a directori lleuger basat en TCP-IP compatible amb fer consultes a una malla X.500 de servidors que poden executar el protocol OSI natiu.
Això es farà escalant servidors individuals en agrupacions més grans que representen "dominis administratius" definits (com ara l'objecte digital a nivell de país) que poden afegir valor no present a les "Pàgines blanques" originals que es van utilitzar per buscar números de telèfon i adreces de correu electrònic, en gran part disponibles ara a través de motors de cerca no autoritzats.
La capacitat d'aprofitar i ampliar una identitat digital en xarxa es fa més practicable per l'expressió del nivell de confiança associat a la identitat donada a través d'un marc comú de garantia d'identitat.

## Problemes de seguretat i privadesa
Diversos escriptors han assenyalat la tensió entre els serveis omnipresents que consumeixen identitat digital d'una banda i la privadesa de l'altra.
Si els serveis recullen i emmagatzemen dades vinculades a una identitat digital, i si aquesta identitat digital es pot vincular a la identitat real d'un usuari, els serveis poden aprendre molt sobre les persones registrant i compartint dades. El Reglament General de Protecció de Dades (GDPR) és un intent d'abordar aquesta preocupació mitjançant la regulació. Aquesta tàctica de regulació va ser introduïda per la Unió Europea (UE) el 2018 per abordar les preocupacions sobre la privadesa i les dades personals dels ciutadans de la UE. El GDPR s'aplica a totes les empreses, independentment de la ubicació, que tracten usuaris dins de la UE. Qualsevol empresa que reculli, emmagatzemi i operi amb dades de ciutadans de la UE ha de revelar els detalls clau sobre la gestió d'aquestes dades als individus de la UE. Els ciutadans de la UE també poden sol·licitar que s'eliminin determinats aspectes de les seves dades recollides. Per comminar el compliment del GDPR, la UE ha aplicat sancions a les empreses que operen amb dades de ciutadans de la UE però que no compleixen la normativa.
Molts sistemes proporcionen mitigacions relacionades amb la privadesa quan s'analitzen dades vinculades a identitats digitals. Una mitigació comuna és l'anonimització de dades, com ara la funció hash dels identificadors d'usuari amb una funció hash criptogràfica. Una altra tècnica popular és afegir soroll estadístic a un conjunt de dades per reduir la identificabilitat, com ara amb la privadesa diferencial.
Tot i que una identitat digital permet als consumidors fer transaccions des de qualsevol lloc i gestionar més fàcilment diverses targetes d'identificació, també suposa un únic punt de compromís potencial que els pirates informàtics maliciosos poden utilitzar per robar tota aquesta informació personal.

## Qüestions legals
Clare Sullivan presenta els fonaments de la identitat digital com un concepte legal emergent. La Llei de targetes d'identitat del Regne Unit de 2006 confirma l'argument de Sullivan i desplega el nou concepte legal que inclou la identitat de la base de dades i la identitat de la transacció. La identitat de la base de dades es refereix a la col·lecció de dades que es registra sobre un individu dins de les bases de dades de l'esquema i la identitat de la transacció és un conjunt d'informació que defineix la identitat de l'individu amb finalitats transaccionals. Tot i que es confia en la verificació de la identitat, cap dels processos utilitzats és del tot fiable. Les conseqüències de l'abús i el frau de la identitat digital són potencialment greus, ja que en possibles implicacions la persona és responsable legalment.

## Aspectes empresarials
Les corporacions han començat a reconèixer el potencial d'Internet per adaptar la seva presència en línia a cada client individual. Els suggeriments de compra, els anuncis personalitzats i altres estratègies de màrqueting personalitzades són un gran èxit per a les empreses. Tanmateix, aquesta adaptació depèn de la capacitat de connectar atributs i preferències amb la identitat del visitant.[30] Perquè la tecnologia permeti la transferència directa de valor dels drets i els actius no portadors, s'ha de transmetre l'agència humana, inclosa l'autorització, l'autenticació i la identificació del comprador i/o venedor, així com "prova de vida", sense tercers.

## Sistemes nacionals d'identitat digital

### Variació per jurisdicció
Tot i que moltes facetes de la identitat digital són universals a causa, en part, de la ubiqüitat d'Internet, existeixen algunes variacions regionals a causa de lleis, pràctiques i serveis governamentals específics que hi ha. Per exemple, la identitat digital a Austràlia pot utilitzar serveis que validen els permisos de conduir, passaports i altres documents físics en línia per ajudar a millorar la qualitat d'una identitat digital; també les polítiques estrictes contra el blanqueig de diners fan que alguns serveis, com ara les transferències de diners, necessiten un nivell més estricte. de validació de la identitat digital.
La identitat digital en el sentit nacional pot significar una combinació d'inici de sessió únic i/o validació d'afirmacions per part d'autoritats de confiança (generalment el govern).

### Unió Europea
El 3 de juny de 2021, la Comissió Europea va proposar un marc per a una identitat digital europea. Està previst que estigui disponible per als ciutadans, residents i empreses de la UE. Tot i que hauria de ser adequat per a serveis públics i privats en línia i fora de línia, els participants poden utilitzar-lo per a la identificació personal o per proporcionar confirmació sobre informació personal específica. Els avantatges inclosos són el reconeixement a tota la UE de cada targeta d'identitat digital, una forma segura de com controlar la quantitat de dades i informació que l'usuari vol compartir amb els serveis, així com el funcionament senzill mitjançant carteres digitals mitjançant diversos dispositius mòbils. [32] [33]

### Austràlia
Article principal: Identitat digital a Austràlia
A Austràlia, MyGov/MyGovID i Australia Post DigitaliD ofereixen un mitjà d'inici de sessió únic. Actualment, MyGov només admet agències governamentals, mentre que la solució DigitaliD d'Australia Post admet institucions privades.

### Xina
Article principal: DNI de resident
La referència creuada de la targeta d'identitat de resident de la Xina a altres serveis (bancs, proveïdors de serveis d'Internet, etc.) actua com un pseudo sistema d'identitat digital.

### Estònia
Article principal: Targeta d'identitat estònia

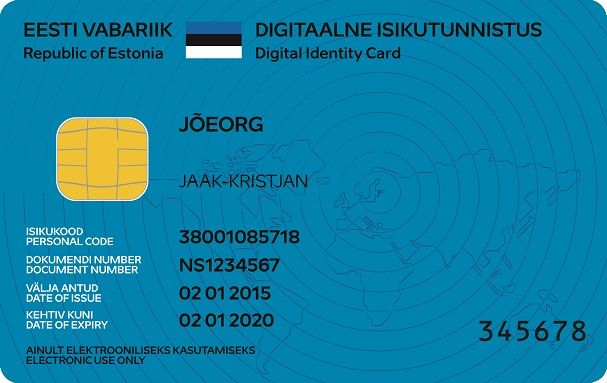
Anvers del carnet d'identitat digital (ciutadans estonians amb nacionalitat i residents)

La targeta d'identitat d'Estònia és un sistema d'identificació digital sofisticat que poden utilitzar els governs i alguns tercers per a l'autenticació.

### Índia
A l'Índia, la targeta Aadhaar s'utilitza com a servei d'identificació digital, principalment per a institucions governamentals.

### Itàlia
L'SPID d'Itàlia es pot utilitzar com a identificador digital per a institucions públiques i privades i es considera l'identificador digital nacional més extens en aquest moment (2021).

### Mònaco
Els ciutadans i residents de Mònaco poden obtenir una identificació digital per a les institucions públiques i l'accés a serveis de telecomunicacions o electricitat des del juny de 2021.

### Singapur
El SingPass de Singapur s'està ampliant a la identitat digital nacional (NDI), per als serveis governamentals, tot i que la intenció és estendre'l a institucions privades. La versió d'inici de sessió corporativa s'anomena CorpPass.

### Regne Unit
El GOV.UK Verify del Regne Unit només permet que uns quants tercers validin les afirmacions.

### Estats Units
Tot i que no existeix un servei d'identitat digital omnipresent, els números de la Seguretat Social dels EUA actuen com a número d'identitat nacional i poden ser validats per institucions privades autoritzades mitjançant el Servei de Validació de Números de Seguretat Social (SSNVS) del govern.

### Alemanya
Hi ha una targeta d'identificació en línia disponible a Alemanya. L'usuari pot identificar-se de manera segura a Internet, en màquines expenedores o en diversos terminals ciutadans. D'aquesta manera, els assumptes comercials i d'autoritat es poden resoldre fàcilment electrònicament per estalviar temps, costos i diners.[34] En el marc d'un concurs anomenat "Schaufenster Sichere Digitale Identitäten", el Ministeri Federal d'Economia i Energia d'Alemanya va crear un projecte, anomenat "IDunion". Aquest projecte es va posar en marxa l'1 d'abril de 2021 i pretén crear l'oportunitat perquè els habitants tinguin un accés més fàcil a l'educació, la mobilitat, l'administració electrònica, la indústria, l'assistència sanitària i molt més.[35]

### Ucraïna
Ucraïna ha introduït les targetes d'identificació en línia l'abril del 2020 i les equipararà als documents en paper. Els ciutadans ucraïnesos podran utilitzar una aplicació anomenada Diia per a la identificació. [36] Ucraïna té previst legalitzar completament l'ús dels documents d'identitat en línia el 23 d'agost de 2021, i cada usuari podrà escollir si utilitzar els documents en paper o els digitals, ja que les autoritats no podran exigir documents en paper als ciutadans. si en tenen digitals. La identitat digital es pot utilitzar no només per a la prestació de serveis públics i governamentals, sinó també per rebre lliuraments, confirmar l'edat als supermercats i obrir nous comptes bancaris. [37]

## Mort digital
La mort digital es refereix a un fenomen de persones que tenen comptes a Internet fins i tot després de la seva mort. La mort digital es refereix a diverses qüestions ètiques de com la informació emmagatzemada per la persona morta es pot utilitzar, emmagatzemar o donar als membres de la família. També pot provocar confusió, ja que les xarxes socials tenen funcions automatitzades, com ara recordatoris d'aniversari, i la incertesa de la voluntat de la persona difunta de transmetre la seva informació personal a un tercer. La majoria de les xarxes socials no tenen una legislació clara sobre la mort digital. Ara mateix hi ha moltes empreses que disposen d'un servei d'assegurament d'identitats digitals després de la mort, o de transmetre-ho legalment a la família.